# Municipio de Bayou I
El municipio de Bayou I (en inglés: Bayou I Township) es un municipio ubicado en el condado de Ozark en el estado estadounidense de Misuri. En el año 2010 tenía una población de 917 habitantes y una densidad poblacional de 7,87 personas por km².

## Geografía
El municipio de Bayou I se encuentra ubicado en las coordenadas 36°32′22″N 92°12′15″O / 36.53944, -92.20417. Según la Oficina del Censo de los Estados Unidos, el municipio tiene una superficie total de 116.59 km², de la cual 114,97 km² corresponden a tierra firme y (1,39 %) 1,62 km² es agua.

## Demografía
Según el censo de 2010, había 917 personas residiendo en el municipio de Bayou I. La densidad de población era de 7,87 hab./km². De los 917 habitantes, el municipio de Bayou I estaba compuesto por el 98,26 % blancos, el 0,33 % eran amerindios, el 0,11 % eran asiáticos, el 0,22 % eran de otras razas y el 1,09 % eran de una mezcla de razas. Del total de la población el 0,65 % eran hispanos o latinos de cualquier raza.